# Dunai iskola

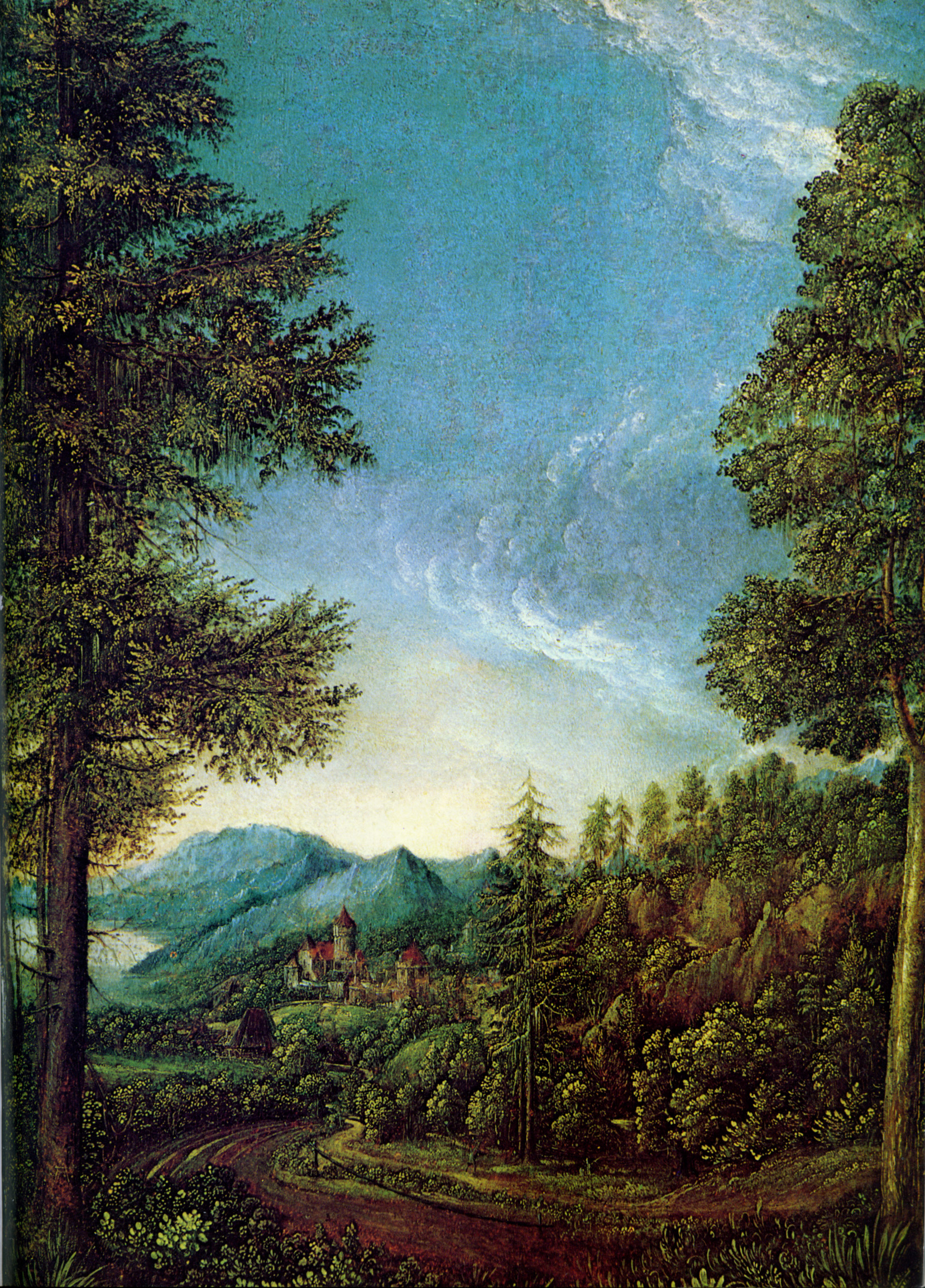
A. Altdorfer:Dunai táj Wörth várával

A dunai iskola a 16. század első felében uralkodó festészeti irányzat a gótikának a német reneszánszba, majd barokkba való átmenete idején Regensburg és Passau környékén.

## Az iskola jellemzése
Fő jellemzője a táj gazdag részleteinek megfestése, melyek itáliai hatásokat is mutatnak. Messzemenően az ember és a táj egységes hangulatának ábrázolására törekedtek. Az emberi alakok különös mozgalmassága, erdős és hegyes tájak jellemzik.
Ezen iskola legkiválóbb képviselői: Albrecht Altdorfer és Wolf Huber. Kívülük még jó néhány festőt emlegetnek a dunai iskolával összefüggésben, például id. Jörg Breu, Hans Burgkmair, id. Lucas Cranach, Augustin Hirschvogel, ifj. Rueland Frueauf, Christoph Schwarz, sőt a híres Albrecht Dürer neve is szóba kerül. A dunai iskola festőinek legtöbb művét a müncheni Alte Pinakothek őrzi. Hazánkban a magyarországi oltárképfestésben M S mester a dunai stílusirányzat képviselője. M. S. mester fennmaradt műveinek többsége (4 műtárgy) az esztergomi Keresztény Múzeumban látható, leghíresebb képét, a Vizitációt, a Magyar Nemzeti Galéria őrzi, Jézus születése c. képét a hontszentantali plébániatemplomban őrzik[forrás?].

## Galéria

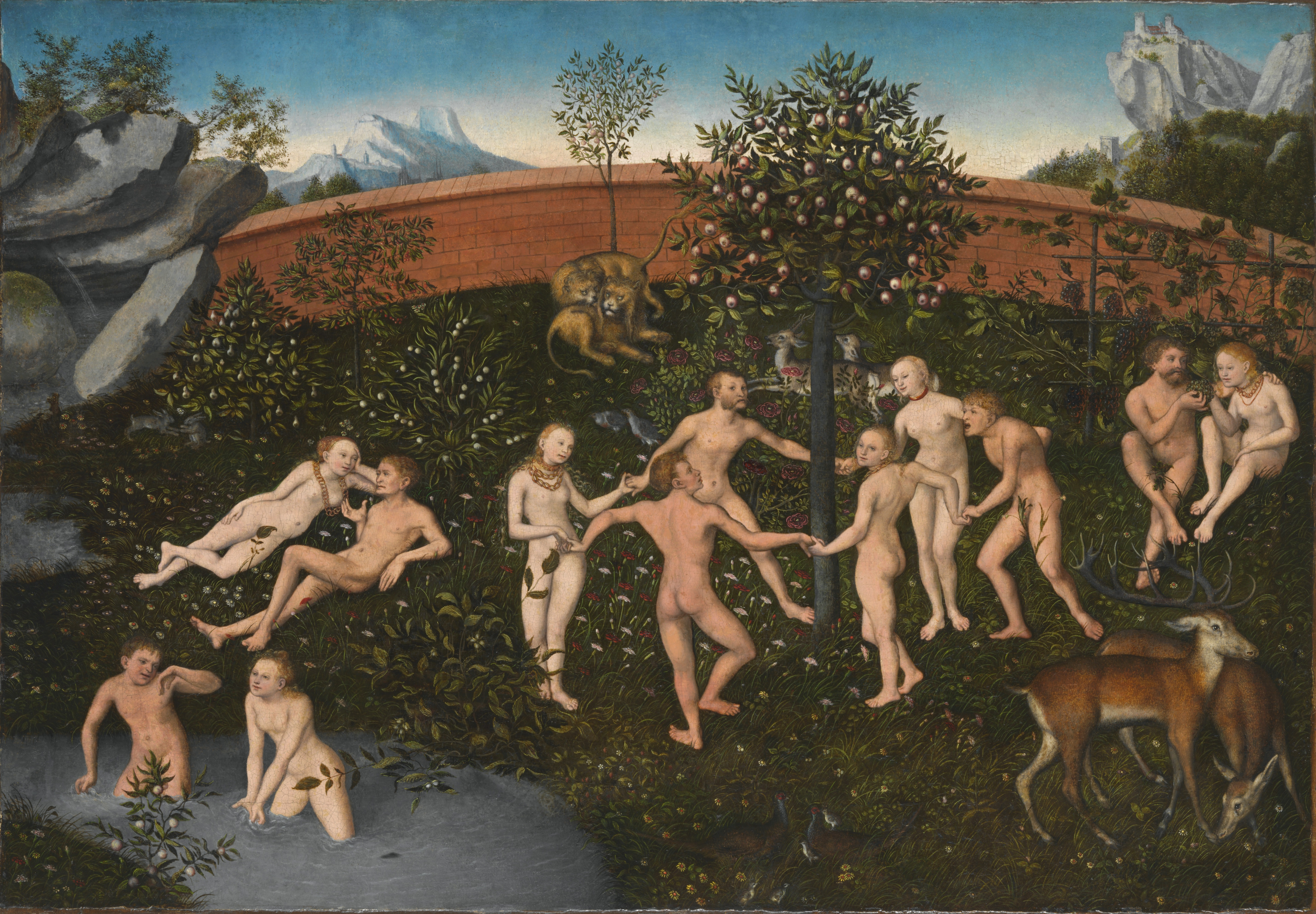
id. Lucas Cranach: Aranykor
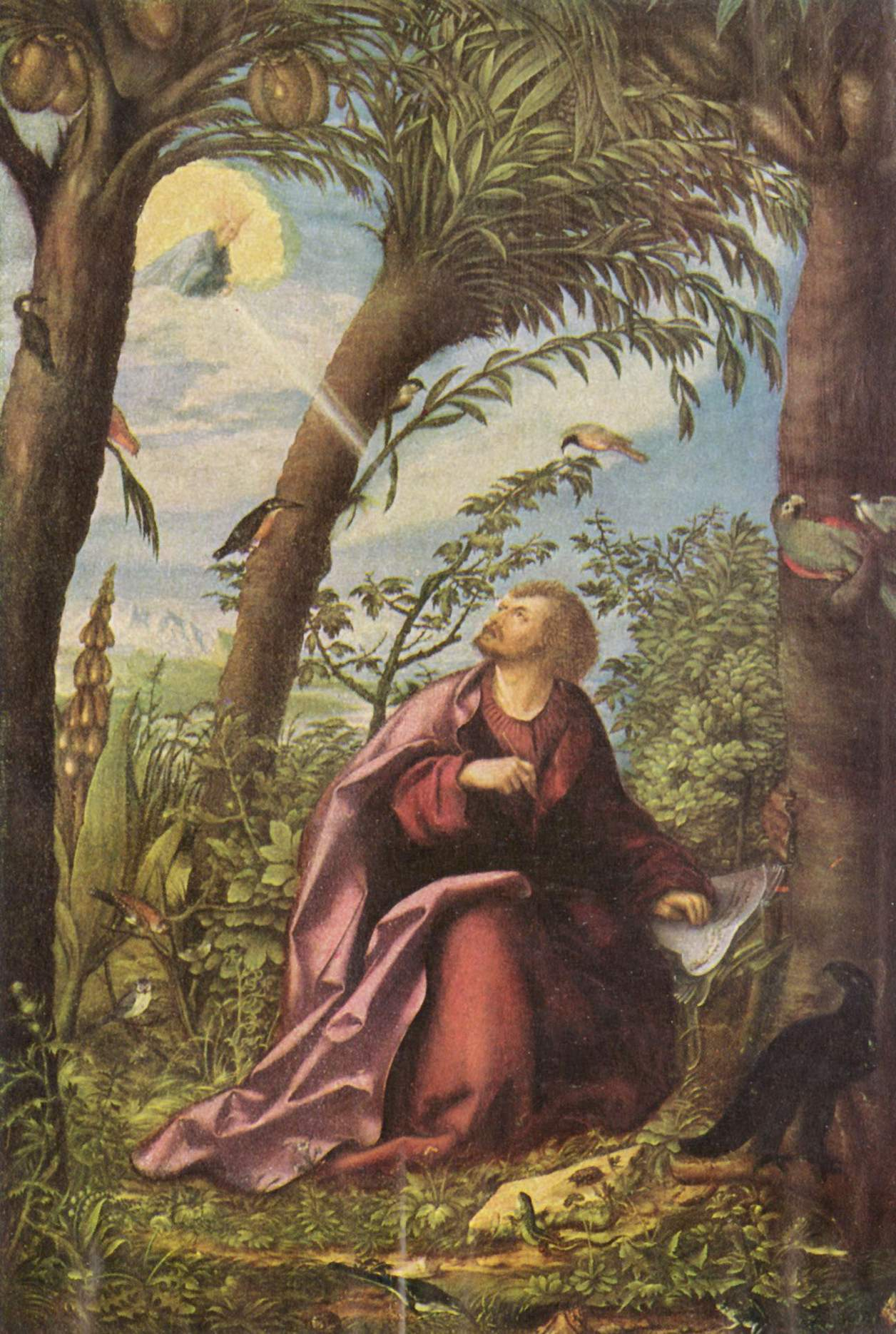
Hans Burgkmair: Szt. János Patmosz szigetén (oltárkép, részlet)
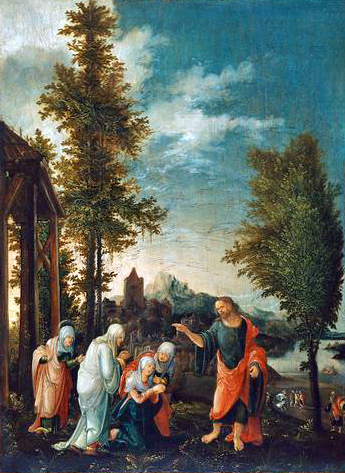
Wolf Huber: Jézus búcsúja az asszonyoktól
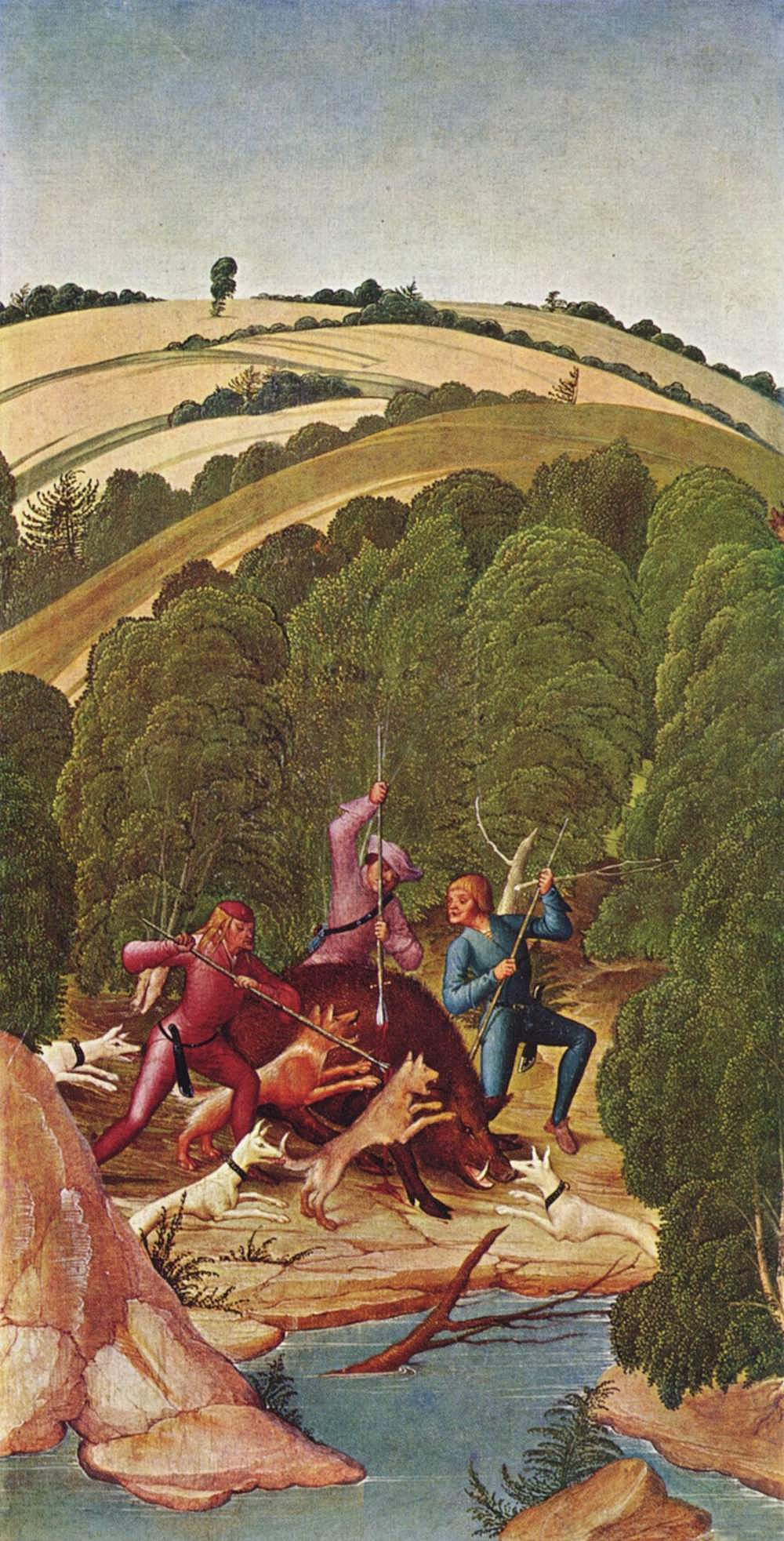
ifj. Rueland Frueauf: Vadkanvadászat
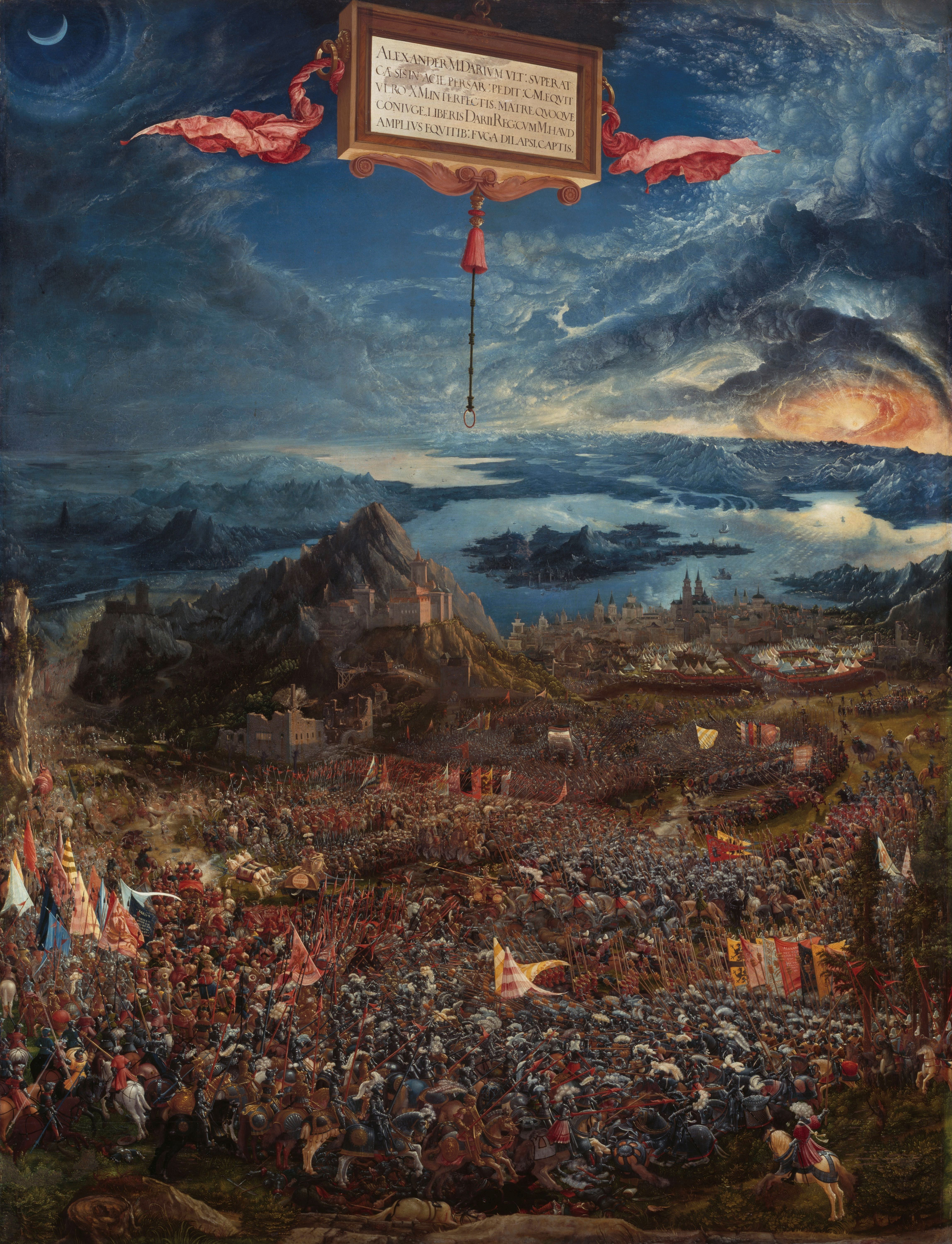
Albrecht Altdorfer: Nagy Sándor csatája
A. Altdorfer: Erdei táj Szent György sárkány elleni küzdelmével
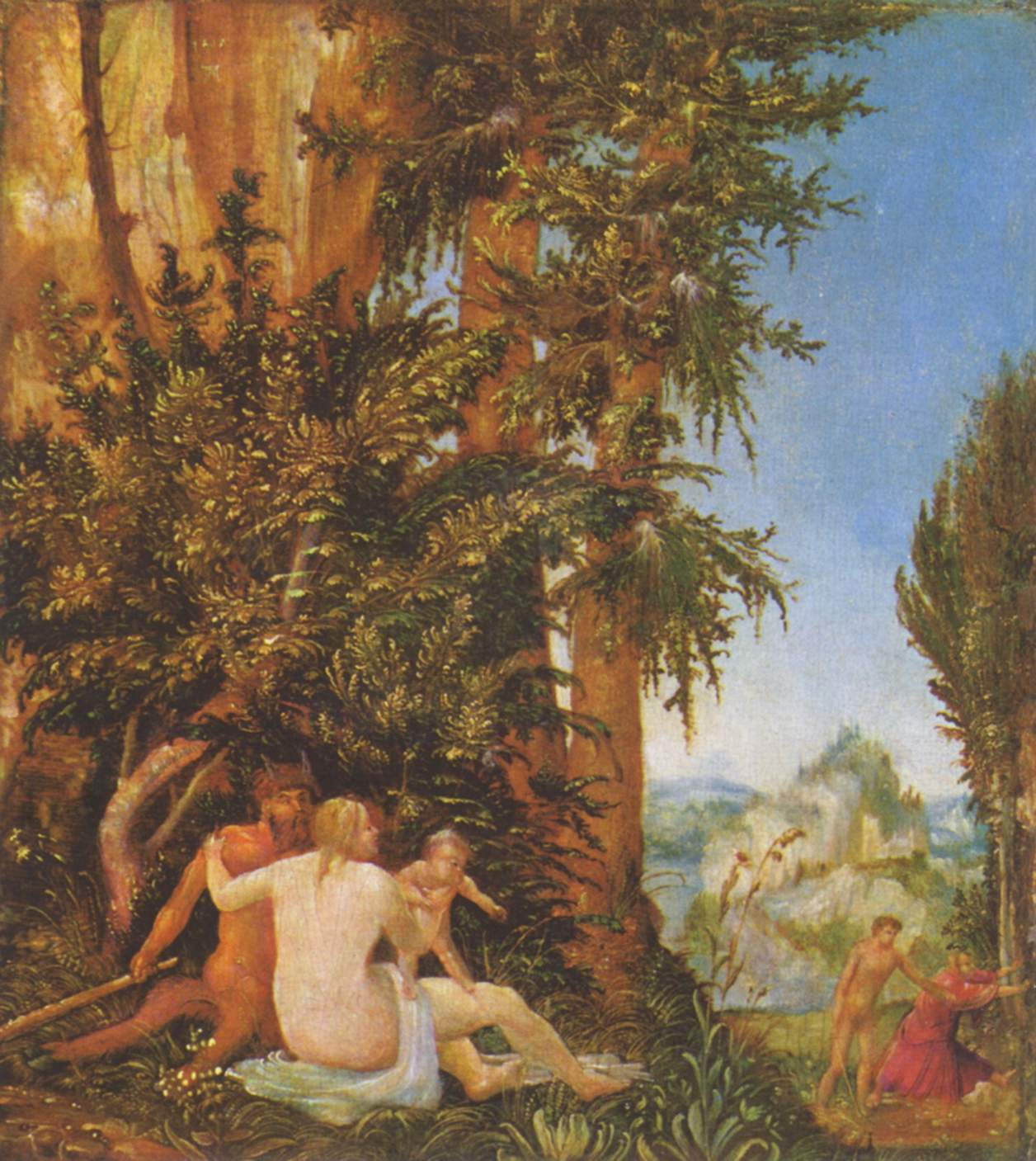
A. Altdorfer: Tájkép a szatírcsaláddal
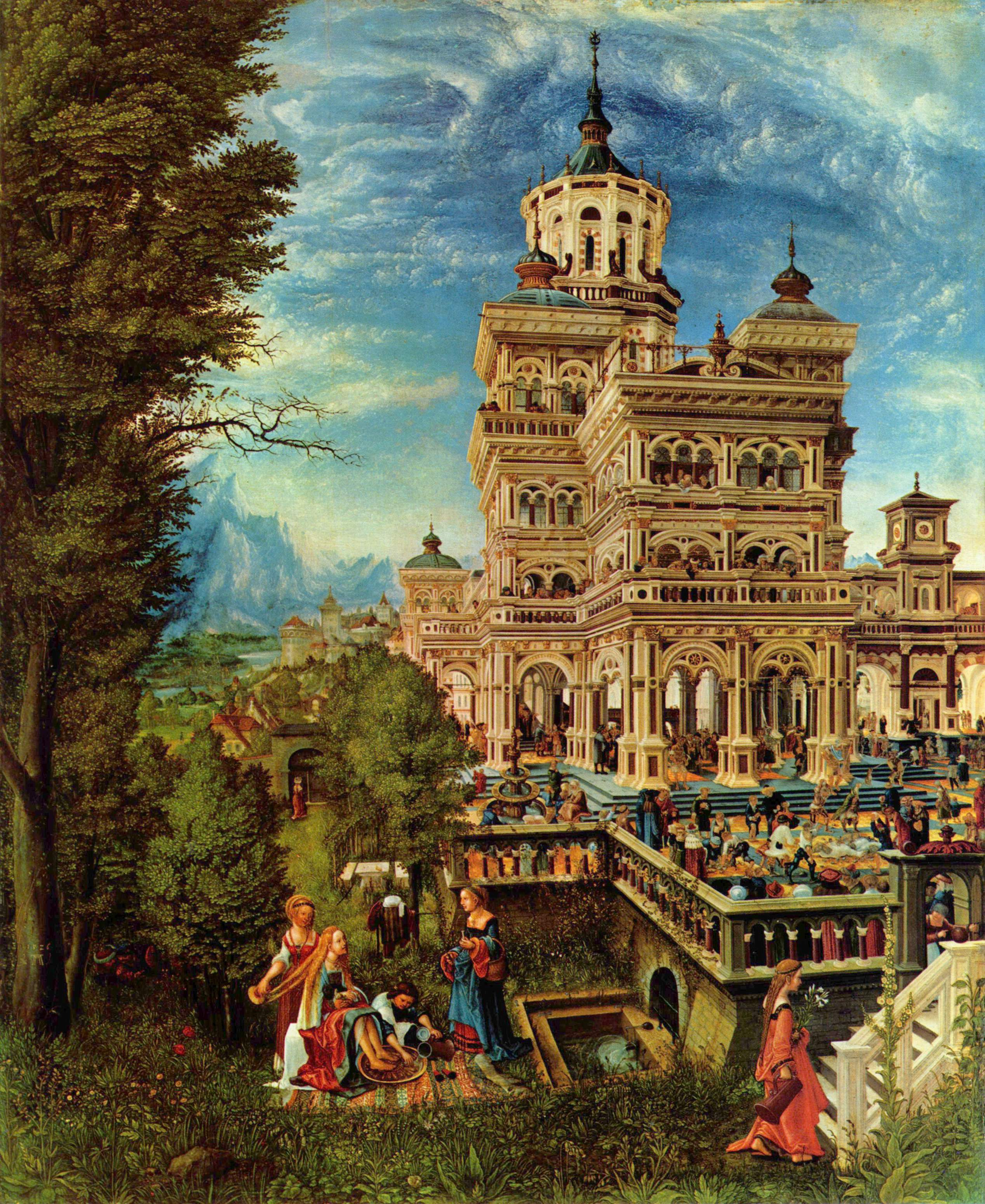
A. Altdorfer: Zsuzsanna a fürdőben és a vének